# John Gabriel Borkman

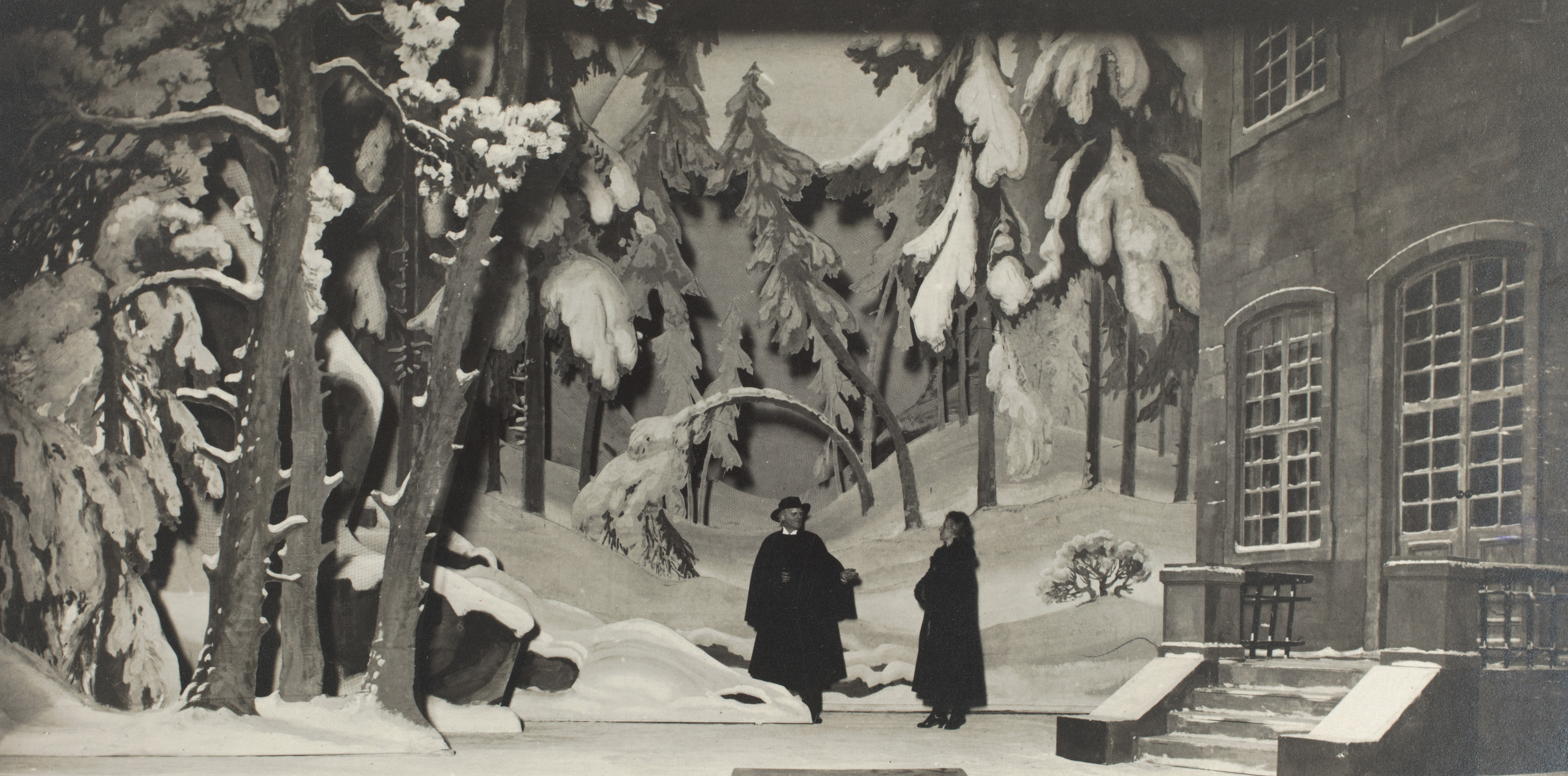
John Gabriel Borkman på Svenska Teatern i Helsingfors år 1922

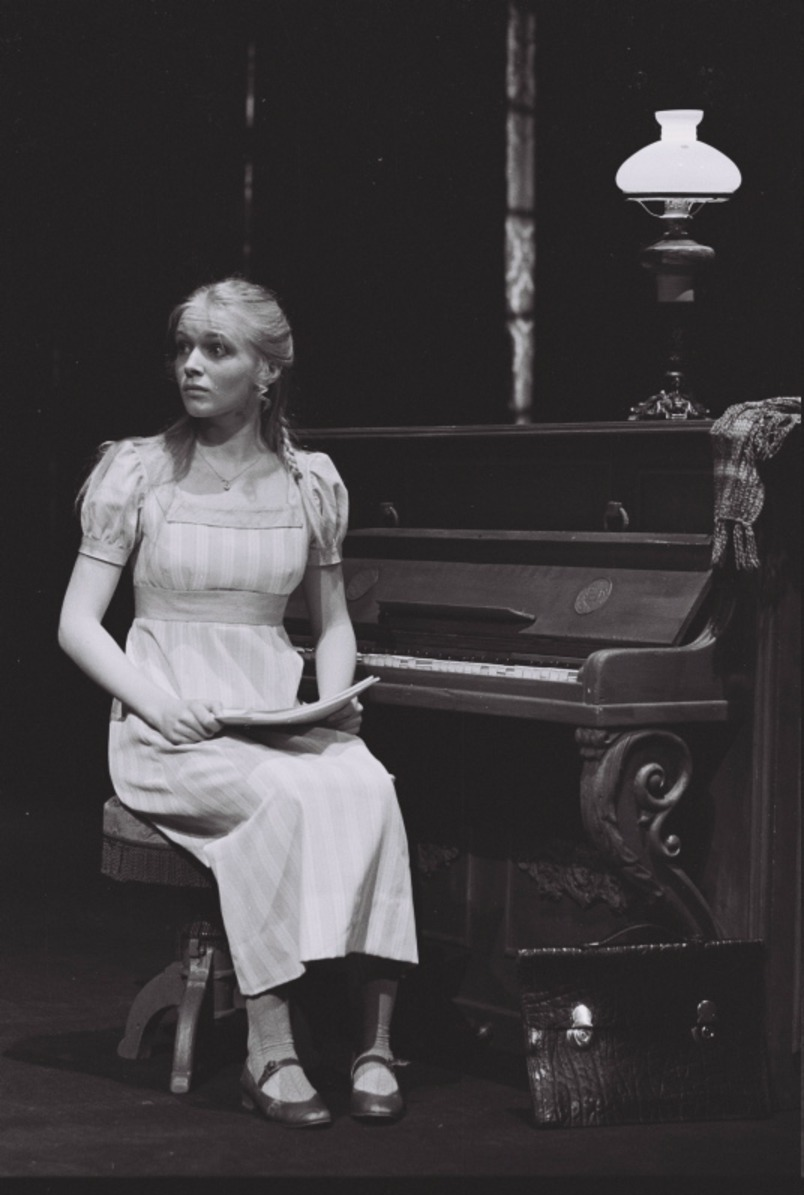
Linn Stokke som Frida Foldal ved Nationaltheatret år 1979

John Gabriel Borkman är en pjäs från 1896 av Henrik Ibsen. Den hade premiär i Helsingfors 10 januari 1897.